# Ramon Quer i Vidal

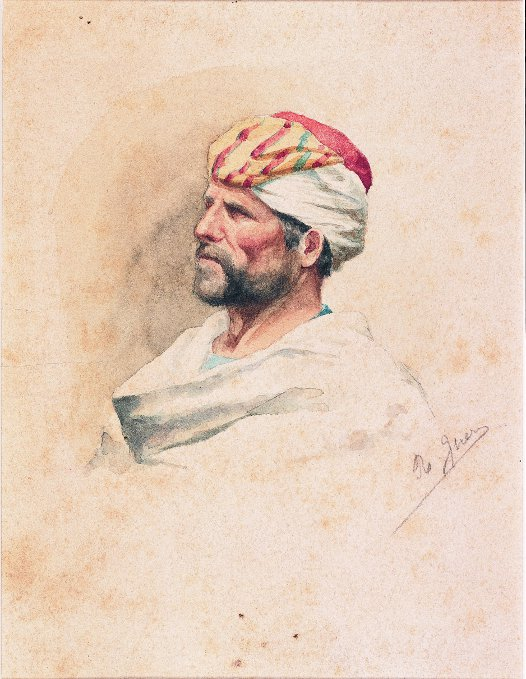
Obra de Ramon Quer, "Figura oriental".

Ramon Quer i Vidal (Cardona, 1829 - Sabadell, 1890) fou un pintor català. Va fundar l'Acadèmia de Belles Arts de Sabadell, juntament amb Joan Vila i Cinca i Joan Figueras i Soler l'any 1880.

## Biografia
Nascut a Cardona, el 1859 Ramon Quer es va establir a la ciutat de Sabadell i poc després començà a treballar de professor de dibuix a l'Escola Pia. Va col·laborar amb Francesc Soler i Rovirosa en la decoració del Teatre Principal. Quer fou un dels creadors del Club Calces, juntament amb Tomàs Bosch, Narcís Giralt, Xiquet Creu de la Mà, Marian Burguès, Pere Fàbregas i Miquel Sellarès. El 1880 fundà l'Acadèmia de Belles Arts de Sabadell, juntament amb Joan Figueres i Joan Vila Cinca i el 1882 va participar en la primera exposició de l'entitat.
L'any 1887 participava en l'exposició que l'Acadèmia de Belles Arts va fer a l'Ateneu Sabadellenc amb dues marines, dos paisatges, l'obra Pont de S. Roch (Camprodón). En la del 1889 hi presentava quatre marines, un cap d'estudi i diversos estudis, i en la de 1890 paisatges i marines de petit format. Aquest mateix any va participar en l'exposició de pintures que alguns artistes sabadellencs van organitzar a l'establiment de Cosme Cuberta del carrer de Gràcia.
El 1928 Sabadell organitzà una exposició homenatge als tres fundadors de l'Acadèmia.
El Museu d'Art de Sabadell conserva dibuixos, aquarel·les, apunts i pintures de Ramon Quer.